# Federação Cearense de Futsal
La Federação Cearense de Futsal (conosciuta con l'acronimo di FCFS) è un organismo brasiliano che amministra il calcio a 5 nella versione FIFA per lo stato del Ceará.
Fondata il 27 gennaio 1956, la FAFS è una delle federazioni più antiche del Brasile, ha sede nel capoluogo Fortaleza ed ha come presidente Silvio Carlos Vieira Lima. Tra le formazioni iscritte alla federazione cearense vi è il Sumov Atlético Clube che per tutti gli anni 1970 è stato considerato la miglior squadra del Brasile.
La selezione cearense peraltro è una delle più titolate del Brasile: ha trionfato quattro volte nel Brasileiro de Seleções de Futsal (1967 e 1969 sotto la guida di Aécio de Borba Vasconcelos, 1973 e 1991) giungendo quattro volte seconda, meno fortunate sono state le selezioni giovanili che nel tempo non hanno colto risultati abbastanza prestigiosi.

## Palmarès
- 4 Brasileiro de Seleções de Futsal: 1967, 1969, 1973, 1991